# Lunete
Lunete (in gallese e inglese: Luned; in francese: Lunete, o Lunet) è nelle leggende arturiane l'ancella, la damigella e la consigliera di Laudine (la Dama della Fontana). Viene descritta nell'opera Yvain, il cavaliere del Leone di Chrétien de Troyes come un'«affascinante brunetta, prudente, intelligente e gentile…», ed è proprio lei a convincere Laudine a sposare Yvain.
Yvain uccide il marito di Laudine, Esclados, come vendetta per la sconfitta del cugino, finendo però per rimanere intrappolato nel castello di Laudine (quello di Landuc, vicino alla foresta di Brocéliande). Lunete gli offre rifugio e accetta di aiutarlo a scappare dal popolo che voleva vendicare il proprio signore. Durante la fuga, Ywain si imbatte nella vedova di  Esclados e se ne innamora, riuscendola poi a sposare grazie all'aiuto di Lunete. Dopo molti anni Gawain giunge lì e ricorda a Ywain i suoi doveri verso Re Artù. Ywain parte dopo aver promesso alla sposa di tornare entro un anno. Il cavaliere non mantiene però la sua promessa e al suo ritorno la moglie gli chiede di andarsene e di non tornare mai più. A seguito di ciò, Lunete perde il suo ascendente presso la Dama. Il suo posto viene preso dal siniscalco, che l'accusa di tradimento, ordinandone quindi la condanna al rogo. Ywain per salvarla affronta allora in combattimento il siniscalco e i suoi fratelli, riuscendo a sconfiggerli. Una volta liberata, Lunete aiuta Ywain a riconquistare l'amore della Dama.